# Nuoto ai campionati europei di nuoto 2020 - 200 metri stile libero maschili
La specialità dei 200 metri stile libero maschili  dei campionati europei di nuoto 2020 si è svolta il 20 e 21 maggio 2021 presso la Duna Aréna di Budapest, in Ungheria.

## Podio
| Pos.    | Atleta          | Nazione       |
| ------- | --------------- | ------------- |
| Oro     | Martin Maljutin | Russia        |
| Argento | Duncan Scott    | Gran Bretagna |
| Bronzo  | Thomas Dean     | Gran Bretagna |

## Record
Prima della manifestazione il record del mondo (RM), il record europeo (EU) e il record dei campionati (RC) erano i seguenti.
|  | 1'42"00 | Paul Biedermann           | 28 luglio 2009 Roma   |
|  | 1'42"00 | Paul Biedermann           | 28 luglio 2009 Roma   |
|  | 1'44"89 | Pieter van den Hoogenband | 2 agosto 2002 Berlino |

Durante la competizione è stato migliorato il seguente record.
| Data      | Evento | Nome            | Nazione | Tempo   | Record |
| --------- | ------ | --------------- | ------- | ------- | ------ |
| 21 maggio | Finale | Martin Maljutin | Russia  | 1:44.79 |        |

## Risultati

### Batterie
Le batterie sono iniziate il 20 maggio 2021, alle ore 10:00 (UTC+1).
| Pos. | Batteria | Corsia         | Atleta                    | Nazionalità        | Tempo   | Note |
| ---- | -------- | -------------- | ------------------------- | ------------------ | ------- | ---- |
| 1    | 8        | 5              | Martin Maljutin           | Russia             | 1'46"30 | Q    |
| 2    | 8        | 4              | Danas Rapšys              | Lituania           | 1'46"85 | Q    |
| 3    | 6        | 4              | Thomas Dean               | Gran Bretagna      | 1'46"88 | Q    |
| 4    | 7        | 6              | Kristóf Milák             | Ungheria           | 1'47"27 | Q    |
| 5    | 7        | 2              | Antonio Djakovic          | Svizzera           | 1'47"28 | Q    |
| 6    | 8        | 7              | Robin Hanson              | Svezia             | 1'47"31 | Q    |
| 7    | 6        | 5              | Filippo Megli             | Italia             | 1'47"35 | Q    |
| 8    | 7        | 8              | Jordan Pothain            | Francia            | 1'47"44 | Q    |
| 9    | 7        | 4              | Duncan Scott              | Gran Bretagna      | 1'47"45 | Q    |
| 10   | 8        | 2              | Stefano Ballo             | Italia             | 1'47"66 | Q    |
| 11   | 7        | 5              | Ivan Girev                | Russia             | 1'47"69 | Q    |
| 12   | 8        | 1              | Kregor Zirk               | Estonia            | 1'47"78 | Q    |
| 13   | 7        | 7              | Velimir Stjepanović       | Serbia             | 1'47"83 | Q    |
| 14   | 8        | 0              | Jonathan Atsu             | Francia            | 1'47"84 | Q    |
| 15   | 6        | 6              | Marco De Tullio           | Italia             | 1'48"05 |      |
| 16   | 7        | 3              | Aleksandr Shchegolev      | Russia             | 1'48"12 |      |
| 17   | 7        | 1              | Nils Liess                | Svizzera           | 1'48"13 | Q    |
| 18   | 6        | 3              | Aleksandr Krasnych        | Russia             | 1'48"32 |      |
| 19   | 8        | 9              | César Castro              | Spagna             | 1'48"37 | Q    |
| 20   | 5        | 1              | David Popovici            | Romania            | 1'48"38 |      |
| 21   | 5        | 6              | Alexei Sancov             | Moldavia           | 1'48"42 |      |
| 22   | 6        | 1              | Baturalp Ünlü             | Turchia            | 1'48"44 |      |
| 23   | 5        | 4              | Enzo Tesic                | Francia            | 1'48"47 |      |
| 24   | 7        | 9              | Sebastien De Meulemeester | Belgio             | 1'48"48 |      |
| 25   | 6        | 0              | Gábor Zombori             | Ungheria           | 1'48"84 |      |
| 26   | 5        | 2              | Denis Loktev              | Israele            | 1'48"97 |      |
| 27   | 3        | 4              | Andreas Hansen            | Danimarca          | 1'48"99 |      |
| 28   | 8        | 8              | Kacper Majchrzak          | Polonia            | 1'49"14 |      |
| 29   | 6        | 9              | Luc Kroon                 | Paesi Bassi        | 1'49"16 |      |
| 30   | 5        | 5              | Alexandre Marcourt        | Belgio             | 1'49"29 |      |
| 31   | 4        | 6              | Jan Hołub                 | Polonia            | 1'49"39 |      |
| 32   | 3        | 5              | Bartosz Piszczorowicz     | Polonia            | 1'49"43 |      |
| 33   | 5        | 9              | Mikkel Gadgaard           | Danimarca          | 1'49"53 |      |
| 34   | 4        | 0              | Adam Hlobeň               | Rep. Ceca          | 1'49"66 |      |
| 35   | 4        | 2              | Moritz Berg               | Spagna             | 1'49"76 |      |
| 36   | 6        | 8              | Stefano Di Cola           | Italia             | 1'49"81 |      |
| 37   | 5        | 8              | Gal Cohen Groumi          | Israele            | 1'49"91 |      |
| 38   | 8        | 3              | Matthew Richards          | Gran Bretagna      | 1'50"17 |      |
| 39   | 5        | 0              | Daniel Namir              | Israele            | 1'50"24 |      |
| 40   | 4        | 5              | Thomas Thijs              | Belgio             | 1'50"26 |      |
| 41   | 5        | 7              | Roman Fuchs               | Francia            | 1'50"41 |      |
| 42   | 3        | 2              | Adam Paulsson             | Svezia             | 1'50"59 |      |
| 43   | 4        | 3              | Mario Mollà               | Spagna             | 1'50"68 |      |
| 44   | 4        | 8              | Daniil Pancerevas         | Lituania           | 1'50"78 |      |
| 45   | 2        | 4              | Christoffer Andersen      | Danimarca          | 1'50"88 |      |
| 46   | 4        | 4              | Miguel Durán              | Spagna             | 1'50"91 |      |
| 47   | 3        | 9              | Tomás Veloso              | Portogallo         | 1'51"10 |      |
| 48   | 4        | 7              | Ron Polonsky              | Israele            | 1'51"27 |      |
| 49   | 2        | 1              | Sašo Boškan               | Slovenia           | 1'51"44 |      |
| 50   | 3        | 3              | Jakub Štemberk            | Rep. Ceca          | 1'51"65 |      |
| 51   | 4        | 1              | Yordan Yanchev            | Bulgaria           | 1'51"89 |      |
| 52   | 3        | 6              | Markus Lie                | Norvegia           | 1'51"98 |      |
| 52   | 3        | 0              | Max Mannes                | Lussemburgo        | 1'51"98 |      |
| 54   | 3        | 8              | Efe Turan                 | Turchia            | 1'52"02 |      |
| 55   | 3        | 7              | Pit Brandenburger         | Lussemburgo        | 1'52"14 |      |
| 56   | 4        | 9              | Lorenz Weiremans          | Belgio             | 1'52"15 |      |
| 57   | 2        | 6              | Marcus Holmquist          | Svezia             | 1'52"26 |      |
| 58   | 2        | 3              | Doğa Çelik                | Turchia            | 1'52"34 |      |
| 59   | 5        | 3              | Jan Świtkowski            | Polonia            | 1'52"45 |      |
| 60   | 2        | 9              | Nikolas Antoniou          | Cipro              | 1'52"55 |      |
| 61   | 2        | 7              | Melikşah Düğen            | Turchia            | 1'52"66 |      |
| 62   | 2        | 5              | Tomas Navikonis           | Lituania           | 1'52"76 |      |
| 63   | 3        | 1              | Aleksa Bobar              | Serbia             | 1'53"11 |      |
| 64   | 2        | 2              | Jakub Poliačik            | Slovacchia         | 1'53"41 |      |
| 65   | 1        | 4              | Ralph Daleiden            | Lussemburgo        | 1'53"71 |      |
| 66   | 2        | 8              | Jon Jøntvedt              | Norvegia           | 1'53"76 |      |
| 67   | 2        | 0              | Irakli Revishvili         | Georgia            | 1'54"38 |      |
| 68   | 1        | 7              | David Abesadze            | Georgia            | 1'55"20 |      |
| 69   | 1        | 2              | Filip Derkoski            | Macedonia del Nord | 1'55"67 |      |
| 70   | 1        | 9              | Artur Barseghyan          | Armenia            | 1'56"01 |      |
| 71   | 1        | 6              | Ado Gargović              | Montenegro         | 1'56"45 |      |
| 72   | 1        | 3              | Dylan Cachia              | Malta              | 1'56"81 |      |
| 73   | 1        | 5              | Arti Krasniqi             | Kosovo             | 1'58"03 |      |
| 74   | 1        | 0              | Eduard Tshagharyan        | Armenia            | 1'59"21 |      |
| 75   | 1        | 1              | Olt Kondirolli            | Kosovo             | 2'00"45 |      |
| 76   | 1        | 8              | Paolo Priska              | Albania            | 2'05"14 |      |
|      | 6        | 2              | Nándor Németh             | Ungheria           | dns     |      |
| 6    | 7        | Roman Mityukov | Svizzera                  | dns                |         |      |
| 7    | 0        | Balázs Holló   | Ungheria                  | dns                |         |      |
| 8    | 6        | James Guy      | Gran Bretagna             | dns                |         |      |

### Semifinali
Le seminifinali sono iniziate il 20 maggio 2021, alle ore 18:20 (UTC+1).
| Pos. | Batteria | Corsia | Atleta              | Nazionalità   | Tempo   | Note |
| ---- | -------- | ------ | ------------------- | ------------- | ------- | ---- |
| 1    | 2        | 4      | Martin Maljutin     | Russia        | 1'45"60 | Q    |
| 2    | 2        | 2      | Duncan Scott        | Gran Bretagna | 1'46"15 | Q    |
| 3    | 2        | 5      | Thomas Dean         | Gran Bretagna | 1'46"17 | q    |
| 4    | 1        | 4      | Danas Rapšys        | Lituania      | 1'46"19 | Q    |
| 5    | 2        | 3      | Antonio Djakovic    | Svizzera      | 1'46"26 | q    |
| 6    | 1        | 3      | Robin Hanson        | Svezia        | 1'46"50 | Q    |
| 7    | 1        | 5      | Kristóf Milák       | Ungheria      | 1'46"77 | q    |
| 8    | 2        | 1      | Velimir Stjepanović | Serbia        | 1'47"08 | q    |
| 9    | 1        | 2      | Stefano Ballo       | Italia        | 1'47"10 |      |
| 10   | 1        | 7      | Kregor Zirk         | Estonia       | 1'47"16 |      |
| 10   | 2        | 8      | Nils Liess          | Svizzera      | 1'47"16 |      |
| 12   | 1        | 8      | César Castro        | Spagna        | 1'47"18 |      |
| 13   | 1        | 6      | Jordan Pothain      | Francia       | 1'47"60 |      |
| 14   | 2        | 6      | Filippo Megli       | Italia        | 1'47"74 |      |
| 15   | 2        | 7      | Ivan Girev          | Russia        | 1'47"95 |      |
| 16   | 1        | 1      | Jonathan Atsu       | Francia       | 1'48"07 |      |

### Finale
La finale si è svolta il 21 maggio 2021, alle ore 19:28 (UTC+1).
| Pos.    | Corsia | Atleta              | Nazionalità   | Tempo   | Note |
| ------- | ------ | ------------------- | ------------- | ------- | ---- |
| Oro     | 4      | Martin Maljutin     | Russia        | 1'44"79 |      |
| Argento | 5      | Duncan Scott        | Gran Bretagna | 1'45"19 |      |
| Bronzo  | 3      | Thomas Dean         | Gran Bretagna | 1'45"34 |      |
| 4       | 6      | Danas Rapšys        | Lituania      | 1'45"72 |      |
| 5       | 1      | Kristóf Milák       | Ungheria      | 1'45"74 |      |
| 6       | 2      | Antonio Djakovic    | Svizzera      | 1'46"10 |      |
| 7       | 7      | Robin Hanson        | Svezia        | 1'47"34 |      |
| 8       | 8      | Velimir Stjepanović | Serbia        | 1'47"66 |      |